# جی هیندلی
جی هیندلی (انگلیسی: Jai Hindley؛ زادهٔ ۵ مهٔ ۱۹۹۶) دوچرخه‌سوار اهل استرالیا است.
از باشگاه‌هایی که در آن بازی کرده‌است می‌توان به تیم سانوب اشاره کرد.